# Acianthera gouveiae
Acianthera gouveiae é  uma espécie de orquídea (Orchidaceae) que existe no Paraná, Brasil.

## Publicação e sinônimos
- Acianthera gouveiae (A.Samp.) F.Barros & L.R.S.Guim., Neodiversity 5: 28 (2010).

Sinônimos homotípicos:
- Pleurothallis gouveiae A.Samp., Arq. Mus. Nac. Rio de Janeiro 18: 57 (1916).